# Biskopssjön
Biskopssjön är en sjö i Bergs kommun i Härjedalen och ingår i Neans huvudavrinningsområde. Sjön har en area på 0,275 kvadratkilometer och ligger 1 055,7 meter över havet. Sjön avvattnas av vattendraget Biskopsån.

## Delavrinningsområde
Biskopssjön ingår i det delavrinningsområde (697517-131224) som SMHI kallar för Utloppet av Biskopssjön. Medelhöjden är 1 135 meter över havet och ytan är 4,37 kvadratkilometer. Det finns inga avrinningsområden uppströms utan avrinningsområdet är högsta punkten. Biskopsån som avvattnar avrinningsområdet har biflödesordning 2, vilket innebär att vattnet flödar genom totalt 2 vattendrag innan det når havet efter 33 kilometer. Avrinningsområdet består mestadels av kalfjäll (92 procent). Avrinningsområdet har 0,34 kvadratkilometer vattenytor vilket ger det en sjöprocent på 7,7 procent.